# Caruncho
Caruncho, carcoma, ou gorgulho, em Portugal, é a designação comum a diversos insetos coleópteros pentâmeros que pertencem, entre outras, à família Anobium e à subfamília Bruchinae.
Por serem fitófagos, alimentam-se, por exemplo, de cereais e feijão armazenados, reduzindo-os a pó, razão pela qual são considerados insetos daninhos. Assim como as térmitas, as vespas e os gorgulhos, os carunchos também são xilófagos, o que quer dizer que perfuram madeiras.

## Etimologia
Do que toca ao nome comum, «caruncho», este entrou na língua portuguesa pelo castelhano antigo, por influência do leonês «caroncho», o qual, por seu turno, proveio do latim cariuncŭla, que é o diminutivo do étimo cărĭes, que significa «apodrecimento; decomposição».

## Algumas espécies portuguesas
- Anobium punctatum

## Algumas espécies brasileiras
- Caruncho-do-café, Araecerus fasciculatus
- Caruncho-do-feijoeiro, Zabrotes subfasciatus
- Bicho do fumo, Lasioderma serricorne
- Caruncho-da-farinha-de-trigo, Sitophilus granarius